# Hradec Králové-i járás

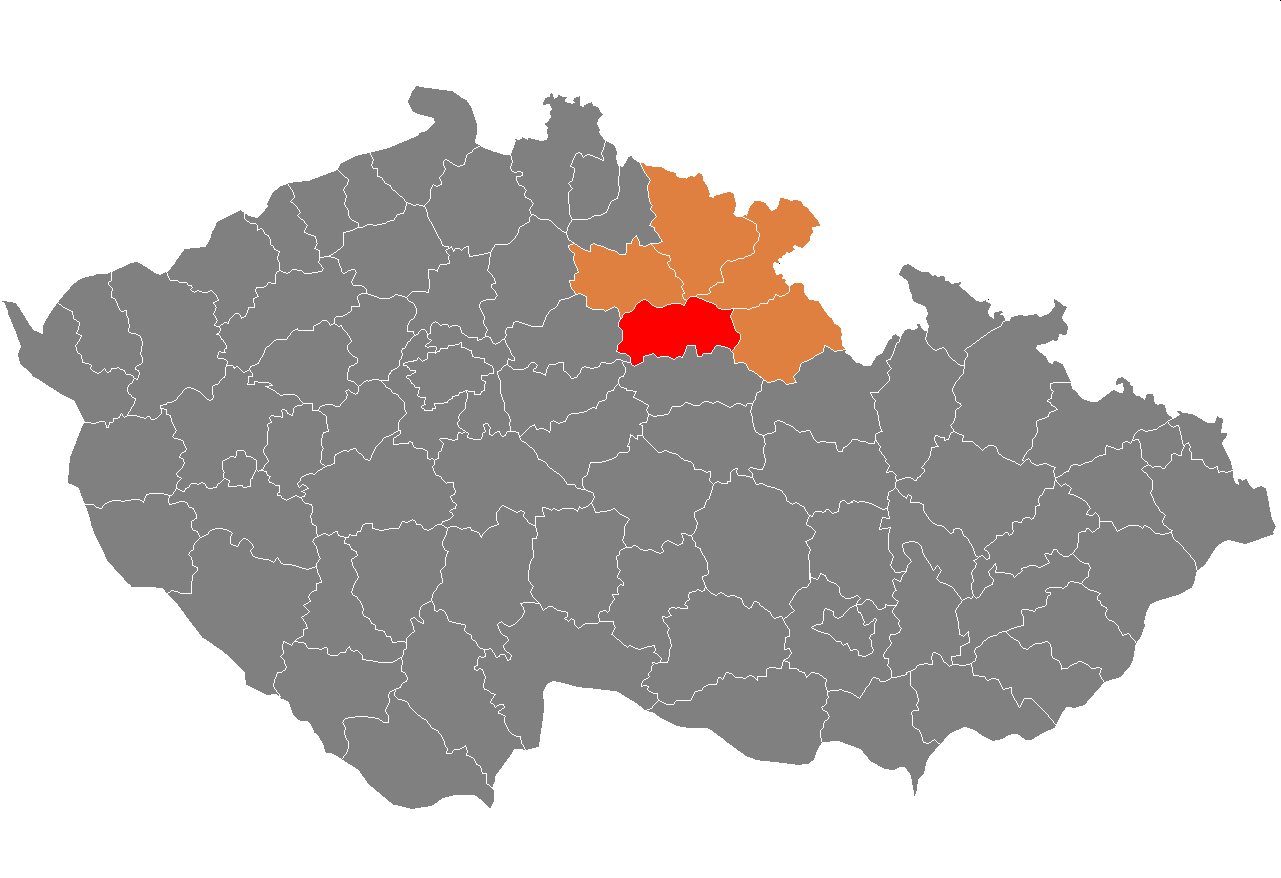
A Hradec Králové-i járás

Hradec Králové-i járás (csehül: Okres Hradec Králové) közigazgatási egység Csehország Hradec Králové-i kerületében. Székhelye Hradec Králové. Lakosainak száma 160 107 fő (2007). Területe 891,62 km².

## Városai és községei
A városok félkövér, a községek álló betűkkel szerepelnek a felsorolásban.
Babice •
Barchov •
Běleč nad Orlicí •
Benátky •
Blešno •
Boharyně •
Černilov •
Černožice •
Chlumec nad Cidlinou •
Chudeřice •
Čistěves •
Divec •
Dobřenice •
Dohalice •
Dolní Přím •
Habřina •
Hlušice •
Hněvčeves •
Holohlavy •
Hořiněves •
Hradec Králové •
Hrádek •
Humburky •
Hvozdnice •
Jeníkovice •
Jílovice •
Káranice •
Klamoš •
Kobylice •
Kosice •
Kosičky •
Králíky •
Kratonohy •
Kunčice •
Ledce •
Lejšovka •
Lhota pod Libčany •
Libčany •
Libníkovice •
Librantice •
Libřice •
Lišice •
Lochenice •
Lodín •
Lovčice •
Lužany •
Lužec nad Cidlinou •
Máslojedy •
Měník •
Mlékosrby •
Mokrovousy •
Myštěves •
Mžany •
Nechanice •
Neděliště •
Nepolisy •
Nové Město •
Nový Bydžov •
Obědovice •
Ohnišťany •
Olešnice •
Osice •
Osičky •
Petrovice •
Písek •
Prasek •
Praskačka •
Předměřice nad Labem •
Převýšov •
Pšánky •
Puchlovice •
Račice nad Trotinou •
Radíkovice •
Radostov •
Roudnice •
Sadová •
Šaplava •
Sendražice •
Skalice •
Skřivany •
Sloupno •
Smidary •
Smiřice •
Smržov •
Sovětice •
Stará Voda •
Starý Bydžov •
Stěžery •
Stračov •
Střezetice •
Světí •
Syrovátka •
Těchlovice •
Třebechovice pod Orebem •
Třesovice •
Urbanice •
Vinary •
Vrchovnice •
Všestary •
Výrava •
Vysoká nad Labem •
Vysoký Újezd •
Zachrašťany •
Zdechovice

## Fordítás
- Ez a szócikk részben vagy egészben  a   Hradec Králové District című angol Wikipédia-szócikk ezen változatának fordításán alapul.  Az eredeti cikk szerkesztőit annak laptörténete sorolja fel. Ez a jelzés csupán a megfogalmazás eredetét és a szerzői jogokat jelzi, nem szolgál a cikkben szereplő információk forrásmegjelöléseként.
- Ez a szócikk részben vagy egészben  az   Okres Hradec Králové című cseh Wikipédia-szócikk ezen változatának fordításán alapul.  Az eredeti cikk szerkesztőit annak laptörténete sorolja fel. Ez a jelzés csupán a megfogalmazás eredetét és a szerzői jogokat jelzi, nem szolgál a cikkben szereplő információk forrásmegjelöléseként.